# Kaliakair
Kaliakair (en bengali : কালিয়াকৈর) est une upazila du Bangladesh dans le district de Gazipur. En 1991, on y dénombrait 232 915 habitants.